# Birori
Birori (sardinski: Bìroro) je grad i općina (comune) u pokrajini Nuoru u regiji Sardiniji, Italija. Nalazi se na nadmorskoj visini od 450 metara i ima 531 stanovnika.
 Prostire se na 17,33 km2. Gustoća naseljenosti je 31 st/km2.
Susjedne općine su: Borore, Bortigali, Dualchi i Macomer.